# Айдемир, Наз
Наз Айдемир (тур. Naz Aydemir; род. 14 августа 1990, Стамбул) — турецкая волейболистка, связующая.

## Карьера
Свою карьеру волейболистки Наз Айдемир начла в 2005 году, когда дебютировала в Первой лиге чемпионата Турции в составе стамбульского «Эджзаджибаши». За эту команду она отыграла следующие четыре года, выиграв три титула чемпиона Турции и один Кубок Турции. В 2008 году Наз Айдемир впервые была приглашена в национальную сборную, с которой год спустя завоевала серебряные медали на XVI Средиземноморских играх и Евролиге.
В сезоне 2009/10 она подписала контракт со стамбульским «Фенербахче», с которым выиграла Суперкубок и Кубок Турции, а также дважды становилась чемпионом Турции. На международном же уровне она в составе «Фенербахче» стала победительницей Лиги чемпионов 2011/12. В этот же период Наз Айдемир, выступая за национальную сборную, стала двукратным призёром Евроиги (2009, 2010) и выиграла «бронзу» Мирового Гран-при 2012.
С сезона 2012/13 Наз Айдемир играла за стамбульский «Вакыфбанк», с которым она выиграла три Кубка Турции, две Лиги чемпионов, три титула чемпиона Турции, три Суперкубка Турции и два чемпионата мира среди клубов. Будучи игроком «Вакыфбанка» Айдемир в составе национальной сборной выиграла серебряную медаль на XVII Средиземноморских играх, золотую медаль на I Европейских играх и бронзу на чемпионате Европы 2017. С 2019 выступала за «Фенербахче», «Тюрк Хава Йоллары», «Эджзаджибаши». В 2025 подписала контракт с «Галатасараем».

## Личная жизнь
Двоюродный брат Наз Айдемир — футболист сборной Германии по футболу Илкай Гюндоган. 21 августа 2013 года она вышла замуж за баскетболиста сборной Турции Дженка Акйола.

## Достижения

### С клубами
- 9-кратная чемпионка Турции — 2006, 2007, 2008, 2010, 2011, 2013, 2014, 2016, 2018;
  - 5-кратный серебряный (2009, 2015, 2021, 2022, 2024) и 3-кратный бронзовый (2005, 2012, 2025) призёр чемпионатов Турции.
- 5-кратный победитель розыгрышей Кубка Турции — 2009, 2010, 2013, 2014, 2018;
  - 4-кратный серебряный призёр Кубка Турции — 2015, 2022, 2024, 2025.
- 4-кратный обладатель Суперкубка Турции — 2009, 2010, 2013, 2014.
- 3-кратный победитель Лиги чемпионов ЕКВ — 2012, 2013, 2018;
  - 3-кратный серебряный призёр Лиги чемпионов ЕКВ — 2010, 2014, 2016;
  - двукратный бронзовый призёр Лиги чемпионов ЕКВ — 2011, 2015.
- 4-кратная чемпионка мира среди клубных команд — 2010, 2013, 2017, 2023;
  - двукратный бронзовый призёр клубных чемпионатов мира — 2016, 2021.

### Со сборными Турции
- бронзовый призёр Мирового Гран-при 2012.
- серебряный (2019) и бронзовый (2017) призёр чемпионатов Европы.
- серебряный (2009) и бронзовый (2010) призёр Евролиги.
- чемпионка Европейских игр 2015.
- двукратный серебряный призёр Средиземноморских игр — 2009, 2013.
- бронзовый призёр молодёжного чемпионата Европы 2008.
- серебряный призёр чемпионата мира среди девушек 2007.

### Индивидуальные
- 2008: MVP молодёжного чемпионата Европы.
- 2010: лучшая связующая чемпионата Турции.
- 2011: лучшая связующая чемпионата Турции.
- 2012: лучшая связующая Лиги чемпионов ЕКВ.
- 2013: лучшая связующая чемпионата Турции.
- 2013: лучшая связующая Лиги чемпионов ЕКВ.
- 2013: MVP Суперкубка Турции.
- 2014: лучшая связующая чемпионата Турции.
- 2015: лучшая связующая чемпионата Турции.
- 2016: лучшая связующая чемпионата Турции.
- 2017: лучшая связующая Лиги чемпионов ЕКВ.
- 2017: MVP Суперкубка Турции.